# Мюллер-Брюль, Гельмут
Гельмут Петер Мюллер-Брюль (нем. Helmut Peter Müller-Brühl; 28 июля 1933, Брюль — 2 января 2012, там же) — немецкий дирижёр.
Учился в гимназии в Кёльне, занимался скрипкой под руководством Эрнста Ниппеса, первого альта Гюрцених-оркестра, играл в школьном оркестре. Затем начал изучать философию и теологию в Бонне, однако обучению помешал открывшийся у юноши туберкулёз, и Мюллер-Брюль был отослан в Швейцарию, в высокогорное бенедиктинское аббатство в Дисентисе. Несколько поправив здоровье, он стал заниматься скрипкой в Люцернской консерватории под руководством Вольфганга Шнайдерхана. Затем вернулся в Боннский университет и продолжил занятия теологией у Йозефа Ратцингера и Генриха Лютцелера, а также музыковедением у Йозефа Шмидта-Гёрга, особенно интересуясь музыкой XVIII века.
Будучи учеником Германа Абендрота (основателя Кельнского камерного оркестра), собрал в 1958 году под своим руководством Молодёжный кёльнский струнный ансамбль для того, чтобы давать концерты в своем семейном Брюльском замке (Schloss Brühl). Концертная программа оказалась успешной, в 1960 году под началом Мюллер-Брюля собрались уже взрослые музыканты из различных профессиональных коллективов региона, а в 1964 году Эрих Краак пригласил его возглавить Кёльнский камерный оркестр, руководителем которого он оставался  до 2008 года. Интерес к аутентичному исполнительству обусловил сотрудничество Мюллер-Брюля с такими музыкантами, как Райнхард Гёбель, Райнер Куссмауль и другие. В то же время по приглашению Мюллер-Брюля в Кёльне солировали с камерным оркестром Максим Венгеров, Олли Мустонен, Франк Петер Циммерман и другие заметные исполнители. Под руководством Мюллер-Брюля Кёльнский камерный оркестр осуществил запись всех оркестровых сочинений Иоганна Себастьяна Баха, всех инструментальных концертов Йозефа Гайдна и др.